# María Cruz Seoane
María Cruz Seoane Couceiro (La Coruña, 1935-Madrid, 24 de junio de 2014) fue una historiadora española, especializada en el estudio de la prensa y el periodismo.

## Biografía
Nacida en la ciudad gallega de La Coruña en 1935, residió desde 1953 en la capital, en cuya universidad se doctoró. Ejerció la docencia en la Universidad Carlos III. Descrita como «una de las mayores especialistas en la evolución del periodismo español» y «la más descollante historiadora de la prensa española», según Salvador Giner, estuvo casada con el escritor Daniel Sueiro desde 1957 hasta la muerte de este en 1986. Seoane falleció de cáncer en Madrid, el 24 de junio de 2014.
Fue autora de obras como El primer lenguaje constitucional (Las Cortes de Cádiz) (1968), Oratoria y periodismo en la España del siglo XIX (1977), Historia del periodismo en España, obra de tres tomos escrita junto a María Dolores Sáiz, Una historia de El País y del Grupo Prisa (2004), junto a Susana Sueiro, y Cuatro siglos de periodismo en España. De los avisos a los periódicos digitales (2007), de nuevo junto a Sáiz, entre otras.